# Đỗ Nhuận
Đỗ Nhuận (1922 – 1991) là một nhạc sĩ Việt Nam. Ông là Tổng thư ký đầu tiên của Hội nhạc sĩ Việt Nam khóa I và II từ 1958 đến 1983, một trong những nhạc sĩ tiên phong của âm nhạc cách mạng. Đỗ Nhuận còn là nhạc sĩ Việt Nam đầu tiên viết opera với vở Cô Sao, cũng là tác giả của bản "Du kích sông Thao" nổi tiếng.

## Tiểu sử
Đỗ Nhuận sinh ngày 10 tháng 12 năm 1922, quê ở thôn Hoạch Trạch, xã Thái Học, huyện Bình Giang, tỉnh Hải Dương. Rời Cẩm Bình từ rất nhỏ, Đỗ Nhuận từng sống nhiều năm ở thành phố cảng Hải Phòng, nơi cha ông phục vụ trong đội quân nhạc với vai trò "lính kèn Tây".
Hải Phòng những năm cuối thập niên 1930 là một trong những cái nôi của tân nhạc với những Văn Cao, Lê Thương, Hoàng Quý... Năm 14 tuổi, Đỗ Nhuận tham gia hướng đạo sinh, hát những ca khúc Pháp và châu Âu. Ông cũng tự học âm nhạc dân tộc và biết chơi sáo trúc, tiêu, đàn nguyệt, đàn tứ, đàn bầu. Sau đó, khi âm nhạc cải cách bước đầu nhen nhóm, Đỗ Nhuận cũng bắt đầu tiếp xúc với tân nhạc, học đàn guitar, banjo, kèn harmonica và ghi âm. Sau ông còn học thêm violon, baian với các nhạc công người Nga lưu vong ở Hà Nội.
Năm 1939, Đỗ Nhuận sáng tác ca khúc đầu tay vào tuổi 17, bản "Trưng Vương", nhân ngày kỷ niệm Hai Bà Trưng ở tỉnh Hải Dương. "Trưng Vương" được phổ biến rộng rãi và đã xuất bản ngay trong năm đó. Tiếp theo, từ cảm hứng lịch sử, ông soạn nhiều ca khúc như: "Chim than", "Lời cha già", "Đường lên ải Bắc"... là cơ sở soạn nên vở ca cảnh Nguyễn Trãi - Phi Khanh gồm 3 ca khúc "Chim than", "Lời cha già", "Đường lên ải Bắc" được ông viết trong hai năm 1940, 1941.
Thời gian đó Đỗ Nhuận cũng bắt đầu tham gia hoạt động cách mạng. Năm 1943, vì in và rải truyền đơn tuyên truyền cho cách mạng nên ông bị bắt giam vào nhà tù Hải Dương, rồi đưa lên Hỏa Lò và sau bị đày lên Sơn La. Thời gian trong tù, Đỗ Nhuận đã viết nhiều bài hát cách mạng như: "Chiều tù", "Côn Đảo", "Hận Sơn La", "Tiếng gọi tù nhân", "Viếng mồ tử sĩ", "Du kích ca"...
Sau khi được trả tự do, Đỗ Nhuận tiếp tục sáng tác và hoạt động cách mạng. Ông viết nhiều bài hát và được khá phổ biến thời bấy giờ: "Nhớ chiến khu", "Đường trường vô Nam", "Tiếng súng Nam Bộ", "Bé yêu Bác Hồ", "Ngày Quốc hội"... Trong thời gian chiến tranh, ông có những ca khúc về du kích cùng nhiều nhạc phẩm khác: "Du kích ca", "Đoàn lữ nhạc", "Hành quân xa", "Trên đồi Him Lam", "Chiến thắng Điện Biên", "Tình Việt Bắc", "Lửa rừng", "Tiếng hát đầu quân", "Áo mùa đông", "Đèo bông lau"... Trong số đó phải kể đến "Hành quân xa" với câu hát nổi tiếng "Đời chúng ta đâu có giặc là ta cứ đi" và "Đoàn lữ nhạc" cùng trường ca bất hủ "Du kích sông Thao" vẫn được các ca sĩ nổi tiếng của Sài Gòn về sau trình bày.
Thời kỳ này, có thể nói Đỗ Nhuận đã ảnh hưởng nhiều nhạc sĩ cách mạng khác như Trần Quý, Lê Lan, Doãn Nho,Nguyên Nhung... Nǎm 1955, chùm ca khúc Điện Biên Phủ của ông đã được trao giải nhất của Hội Vǎn nghệ Việt Nam. Cho đến nay, giai điệu của bài "Chiến thắng Điện Biên" là một trong những nhạc hiệu quen thuộc của đài phát thanh và đài truyền hình.
Sau hòa bình 1954 Đỗ Nhuận tiếp tục sáng tác và có mặt trong lĩnh vực khí nhạc Việt Nam qua các tác phẩm: khúc biến tấu trên chủ đề dân ca cho flute và piano Mùa xuân trên rừng (1963), tứ tấu đàn dây Tây Nguyên (1964), ba biến tấu cho violon và piano (1964), tổ khúc giao hưởng Điện Biện (1965), giao hưởng thơ Đimit'rov (1981)... Ngoài ra, còn phải kể đến kịch múa rối Giấc mơ bé Rồng (1968), kịch múa Mở biển (1973) và nhạc nền trong các phim tài liệu và phim truyện: Chiến thắng Điện Biên (1954), Nguyễn Vǎn Trỗi (1965), Mở đường Trường Sơn (1972), Lǎng Bác Hồ (1975).
Đỗ Nhuận cũng là nhạc sĩ duy nhất trong thế hệ đầu của tân nhạc được đào tạo bài bản, ông đi học tại đại học tại Nhạc viện Tchaikovsky từ năm 1960 đến 1962. Ông là một trong những người đặt nền móng cho thể loại nhạc kịch theo truyền thống của opera phương Tây. Những thể nghiệm đầu tiên của ông xuất hiện từ những nǎm 1950 là các ca kịch ngắn: Cả nhà thi đua, Sóng cả không ngã tay chèo, Anh Pǎn về bản, Hòn đá. Những năm 1970, 1980, Đỗ Nhuận viết các vở nhạc kịch: Chú Tễu, Ai đẹp hơn ai, Trước giờ cưới, Quả dưa đỏ... Đỗ Nhuận là nhạc sĩ Việt Nam đầu viết opera với vở Cô Sao (1965), rồi sau đó là Người tạc tượng (1971). Đỗ Nhuận còn có những tác phẩm khí nhạc như Vũ khúc Tây Nguyên cho violon và dàn nhạc... Nhưng tên tuổi ông vẫn gắn bó với những ca khúc như "Việt Nam quê hương tôi", "Tôi thích thể thao" (một bài hát vui gồm các từ toàn chữ T), "Em là thợ quét vôi", "Đường bốn mùa xuân"...
Ngoài sáng tác, Đỗ Nhuận còn viết báo, tham gia phê bình. Nổi bật trong số đó là bài báo tấn công nặng nề nhóm Nhân Văn - Giai Phẩm, cụ thể là Trần Dần năm 1958, không lâu sau khi ông nhận chức Tổng thư ký Hội nhạc sĩ.
Đỗ Nhuận mất vào ngày 18 tháng 5 nǎm 1991 tại Hà Nội.

## Giải thưởng
- Huân chương Độc lập hạng Nhì
- Giải thưởng Hồ Chí Minh đợt I (1996)
- Huân chương Chiến sĩ hạng Nhì
- Huân chương Chiến thắng hạng Nhì

## Một vài chi tiết
- Con trai của ông là Đỗ Hồng Quân, cũng là một nhạc sĩ nổi tiếng, hiện giữ chức Chủ tịch Hội Nhạc sĩ Việt Nam.
- Con dâu của ông là NSƯT Chiều Xuân, một diễn viên nổi tiếng.
- Du kích Sông Thao được nhiều ca sĩ nổi tiếng của Sài Gòn trước 1975 như Anh Khoa, Thái Thanh, Mai Hương, Kim Tước trình bày, nhưng đổi tên thành Khúc hát Sông Thao hay Tiếng hát Sông Thao. Lời hát nhiều đoạn cũng bị thay đổi.
- Hiện nay, tên của ông được đặt tên cho một đường phố ở Hà Nội, đi từ đường Phạm Văn Đồng đến khu đoàn ngoại giao Xuân Đỉnh, đi bên cạnh Công viên Hòa Bình.

## Tác phẩm

### Ca khúc
- Anh thương binh rèn dao
- Áo mùa đông
- Bài ca cách mạng tiến quân
- Bài ca nhân dân Việt-Lào
- Bé yêu Bác Hồ
- Chiều tù
- Côn Đảo
- Chiến thắng Điện Biên[4] (1954)
- Chim than
- Du kích ca
- Du kích sông Thao (1950)
- Đèn cù
- Đèo bông lau
- Đoàn lữ nhạc
- Đồng chí ta ơi
- Đường bốn mùa xuân
- Đường lên ải Bắc
- Đường trường vô Nam
- Em là thợ quét vôi
- Giặc đến nhà ta đánh
- Hận Sơn La
- Hành quân xa (1953)
- Hát mừng các cụ dân quân
- Lời cha già
- Lửa rừng
- Ngày Quốc hội
- Nhớ chiến khu (1945)
- Quê ta từ đất dấy lên
- Thắm hoa núi rừng
- Thương binh ca
- Tiếng gọi tù nhân
- Tiếng hát đầu quân
- Tiếng súng Nam Bộ
- Tình ca biển cả
- Tình ca đất Mũi
- Tình Việt Bắc
- Tôi thích thể thao
- Trai anh hùng gái đảm đang (1964)
- Trên đồi Him Lam
- Trông cây lại nhớ đến Người (1969)
- Trưng Vương (1939)
- Vì tiền tuyến
- Viếng mồ tử sĩ
- Việt Nam quê hương tôi (1956)
- Việt Nam - Trung Hoa
- Vui mở đường (1966)

### Nhạc khí
- Khúc biến tấu trên chủ đề dân ca cho flute và piano Mùa xuân trên rừng (1963)
- Tứ tấu đàn dây Tây Nguyên (1964)
- Ba biến tấu cho violon và piano (1964)
- Tổ khúc giao hưởng Điện Biện (1965)
- Giao hưởng thơ Đimit'rov (1981)
- Violon và dàn nhạc Vũ khúc Tây Nguyên

### Nhạc kịch
Ca kịch ngắn
- Ai đẹp hơn ai
- Anh Pǎn về bản
- Cả nhà thi đua
- Chú Tễu
- Đêm vui không ngủ
- Hòn đá
- Nguyễn Trãi - Phi Khanh (1940 - 1941), 3 ca khúc
  - Chim than
  - Lời cha già
  - Đường lên Ải Bắc
- Ông Đá
- Quả dưa đỏ
- Sóng cả không ngã tay chèo
- Trước giờ cưới

Nhạc kịch
- Cô Sao (1965)
- Người tạc tượng (1971)
- Nguyễn Trãi (1980)

Ngoài ra, có thể kể đến kịch múa rối Giấc mơ bé Rồng (1968), kịch múa Mở biển (1973) và nhạc nền trong các phim tài liệu và phim truyện: Chiến thắng Điện Biên (1954), Nguyễn Vǎn Trỗi (1965), Mở đường Trường Sơn (1972), Lǎng Bác Hồ (1975).